# Монгайар-сюр-Сав
Монгайа́р-сюр-Сав (фр. Montgaillard-sur-Save, окс. Montgalhard de Sava) — коммуна во Франции, находится в регионе Юг — Пиренеи. Департамент — Верхняя Гаронна. Входит в состав кантона Булонь-сюр-Жес. Округ коммуны — Сен-Годенс.
Код INSEE коммуны — 31378.

## География

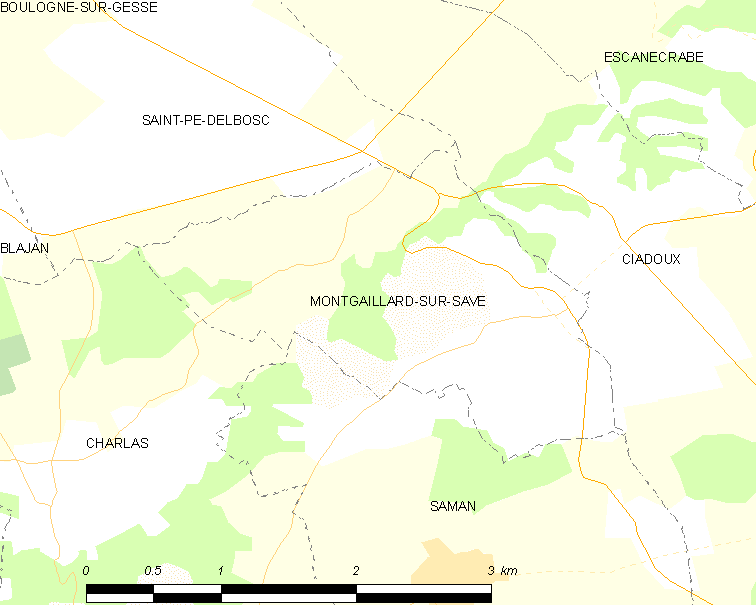
Карта коммуны

Коммуна расположена приблизительно в 640 км к югу от Парижа, в 70 км к юго-западу от Тулузы.
По территории коммуны протекает река Сав.

## Климат
Климат умеренно-океанический. Зима мягкая и снежная, весна характеризуется сильными дождями и грозами, лето сухое и жаркое, осень солнечная. Преобладают сильные юго-восточные и северо-западные ветры.

## Население
Население коммуны на 2010 год составляло 78 человек.
| 1962 | 1968 | 1975 | 1982 | 1990 | 1999 | 2010 |
| ---- | ---- | ---- | ---- | ---- | ---- | ---- |
| 98   | 83   | 64   | 63   | 69   | 66   | 78   |

## Администрация
| Период | Период | Фамилия      | Партия | Примечания |
| ------ | ------ | ------------ | ------ | ---------- |
| 1983   | 2014   | Тереза Леруа |        |            |
| 2014   | 2020   | Жюльен Шене  |        |            |

## Экономика
В 2010 году среди 51 человека трудоспособного возраста (15—64 лет) 33 были экономически активными, 18 — неактивными (показатель активности — 64,7 %, в 1999 году было 62,2 %). Из 33 активных жителей работали 28 человек (16 мужчин и 12 женщин), безработных было 5 (5 мужчин и 0 женщин). Среди 18 неактивных 4 человека были учениками или студентами, 8 — пенсионерами, 6 были неактивными по другим причинам.